# Johann Ludwig Wilhelm Thudichum
Johann Ludwig Wilhelm Thudichum (ur. 27 sierpnia 1829 w Büdingen, zm. 7 września 1901 w Londynie) – niemiecko-brytyjski lekarz i biochemik. Studiował medycynę na Uniwersytecie w Giessen, następnie pracował w laboratorium Justusa von Liebiga (1803-1873). Od 1853 roku w Londynie, gdzie praktykował jako lekarz do końca swojej kariery.

## Wybrane prace
- A treatise on the pathology of urine, London, John Churchill, 1858
- A treatise on the origin, nature, and varieties of wine; being a complete manual of viticulture and oenology, London, New York, Macmillian, 1872
- A treatise on the chemical constitution of the brain, London, Bailliere, Tindall and Cox, 1884
- The progress of medical chemistry. comprising its application to: physiology, pathology and the practice of medicine, London, Bailliere, Tindall and Cox., 1896